# Saarbrücken
Saarbrücken este reședință (Landeshauptstadt) și cel mai mare oraș al landului german Saarland.

## Obiective turistice

### Teatre

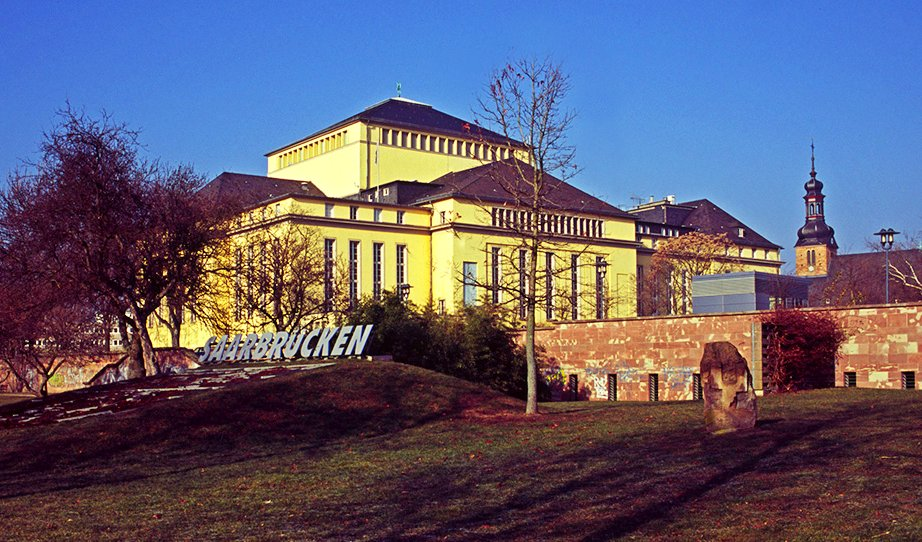
Teatrul de Stat Saarbrücken

- Teatrul de Stat Saarbrücken (Saarländisches Staatstheater) (operă, operetă, musical, spectacol, balet)

Clădirea teatrului a fost construită între anii 1937-1938. Regimul național-socialist a donat locul de desfășurare drept "recompensă" pentru rezultatul votului din anul 1935, cu care landul Saarland s-a decis pentru alipirea la Reich-ului german (Deutsche Reich). Clădirea servea la frontiera Imperiul German ca un zid de apărare împotriva „vestului capitalist”. Intrarea principală este, astfel ,orientată spre Paris. În prezența lui Hitler și Himmler, ministrul propagandei Reich-ului, Joseph Goebbels a inaugurat teatrul. Cu toate acestea, ideologia fascistă a teatrului nu a durat mult timp în Saarbrücken. În timpul războiului, mari părți ale clădirii au fost distruse, dar in mare parte, partea tehnică a rămas intactă. În ciuda trecutului ambiguu teatrul de pe malul Saarului este acceptat ca fiind o parte importantă a imaginii orașului. Ansamblul se bucură de o bună reputație.
- Theater ÜberzwergV
- Studio-Theater
- Kleines Theater im Rathaus
- Theater im Viertel
- Sparte4

### Muzee

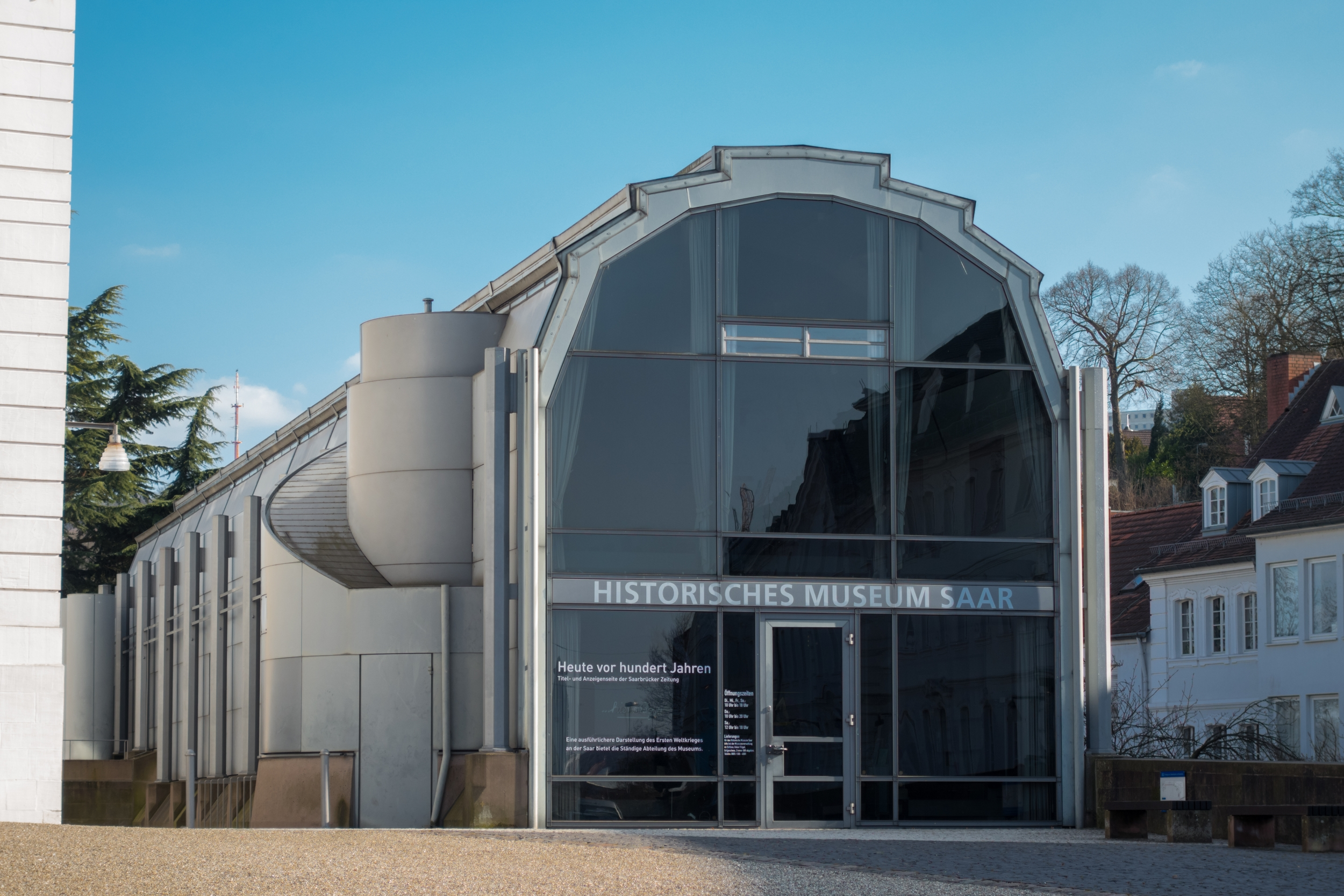
Muzeul de istorie Saar din Saarbrücken
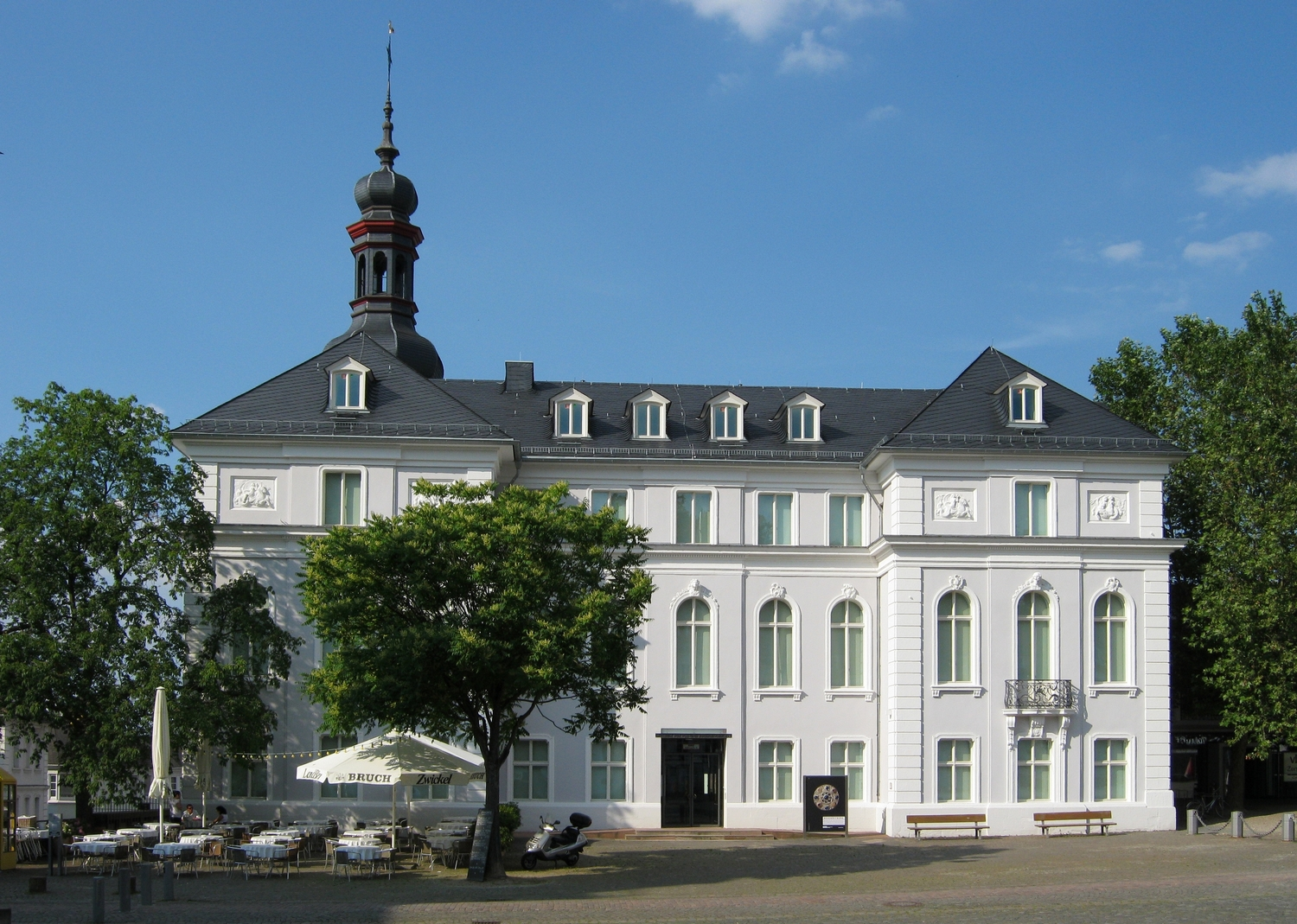
Muzeul de istorie din Piața Palatului (Schlossplatz)
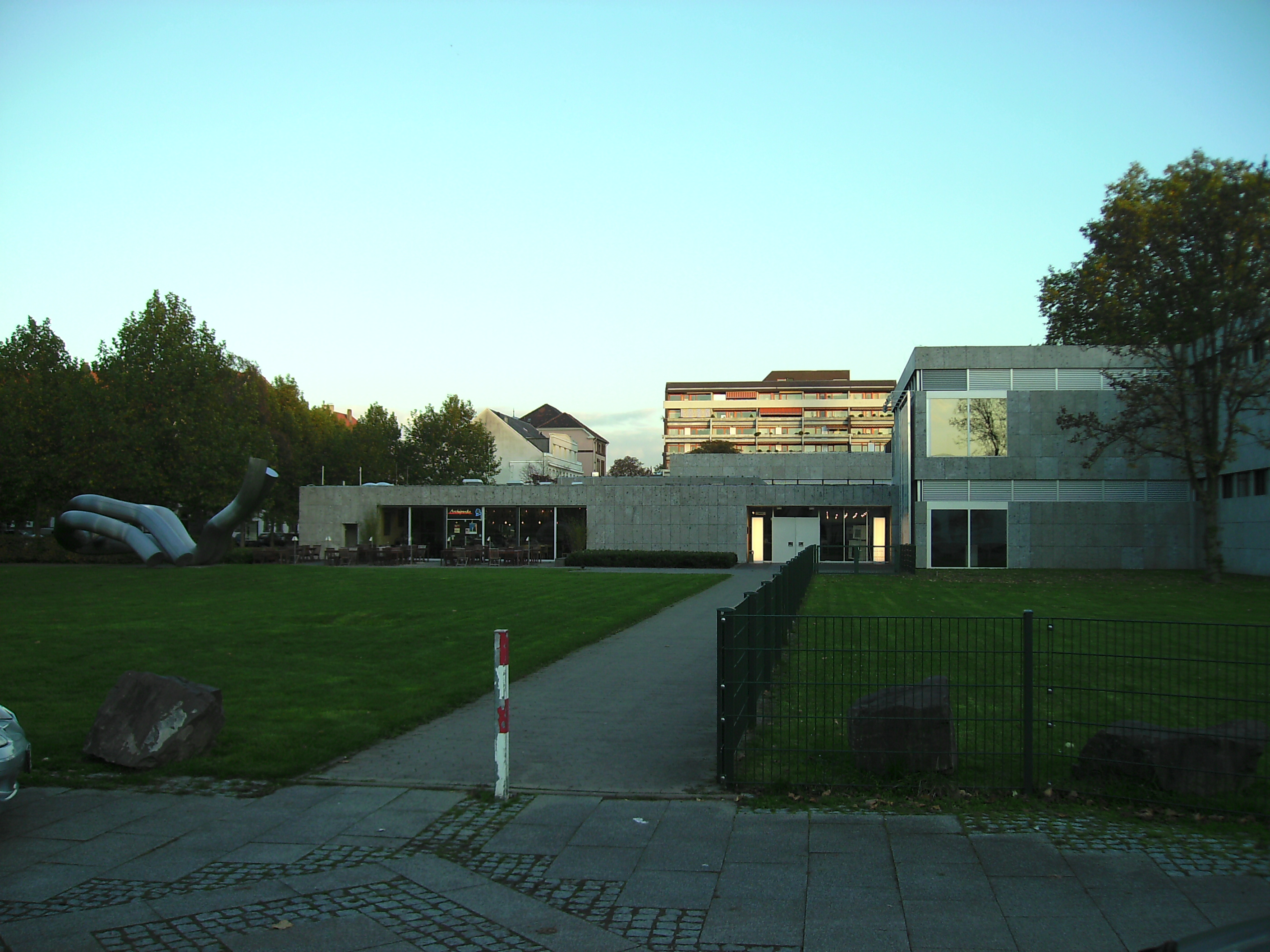
Moderne Galerie

- Abenteuermuseum (Saargalerie)
- Arzneipflanzenmuseum
- Heimatmuseum St. Arnual
- Muzeul de istorie Saar (Historisches Museum Saar)
- Kreisständehaus Saarbrücker Schlossplatz (Alte Sammlung)
- Museum für Vor- und Frühgeschichte
- Muzeul landului Saarland Saarland Museum
- Saarländisches Künstlerhaus
- Sepulkralmuseum
- Stadtgalerie Saarbrücken

### Monumente și memoriale
- Neue Bremm
- Platz des Unsichtbaren Mahnmals
- Deutsch-Französischer Garten
- Winterbergdenkmal

### Construcții importante
Renaștere
- Alte Brücke (construit pentru prima dată în anii 1546-1547)

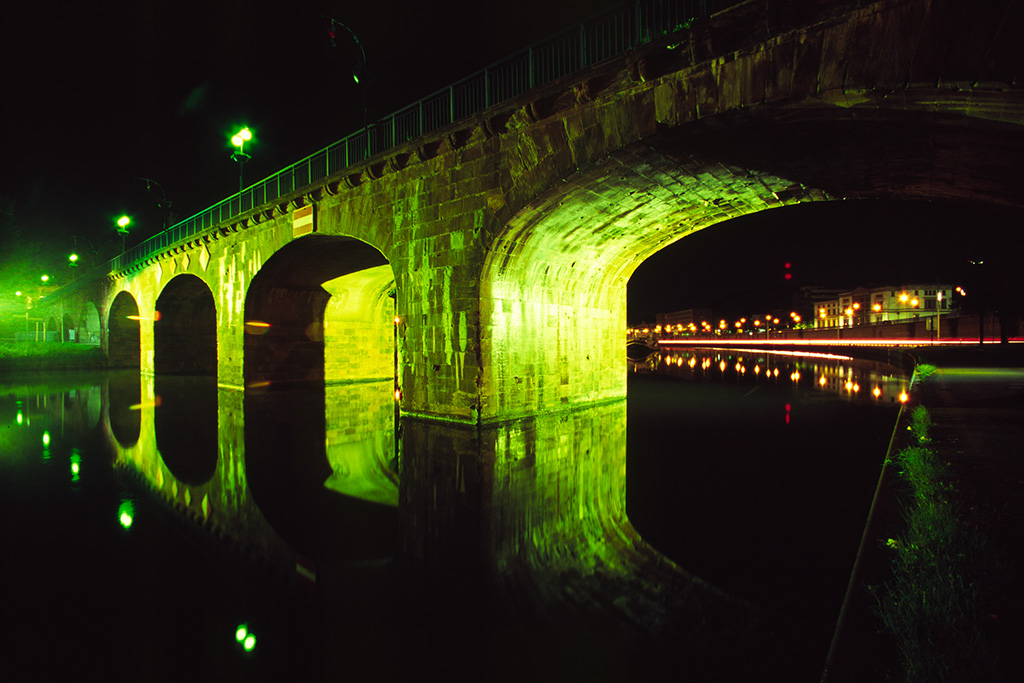
Alte Brücke

Baroc
- Schloss Saarbrücken, construit în stil baroc de Friedrich Joachim Stengel, rezalit postmodern de Gottfried Böhm
- Adelspalais
- Piața St. Johanner Markt cu fântna St. Johanner Marktbrunnen
- Vechea primărie Altes Rathaus Saarbrücken, (cartierul Alt-Saarbrücken)
- Kaninchenberg
- Vechea macara de pe râul Saar, Saarkran (în stil baroc, în anul 1762 de Friedrich Joachim Stengel,  reconstruită după planurile vechi în 1991[5])

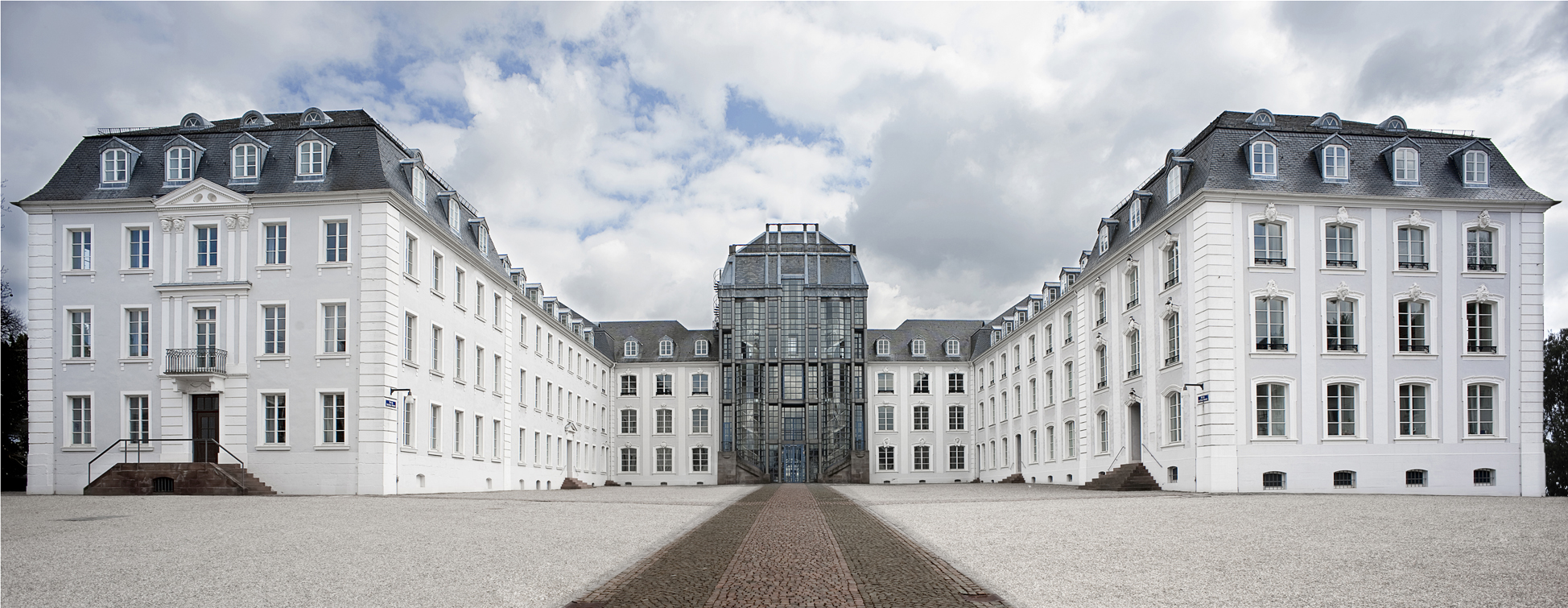
Palatul Saarbrücken
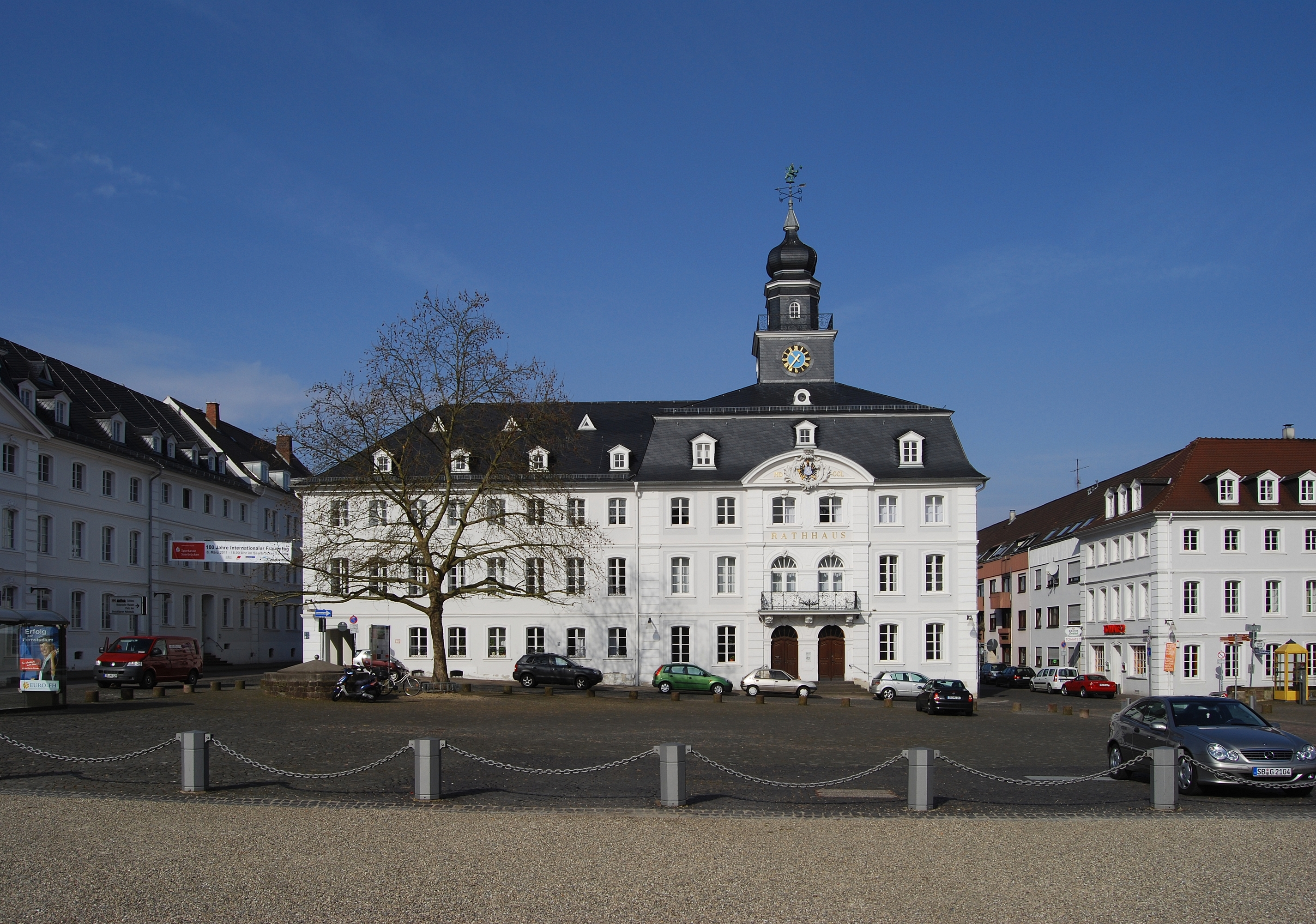
Vechea primărie

Istoricism
- Primaria St. Johann, (cartier St. Johann; arhitect: Georg von Hauberrisser)
- Palatul Halberg (sediul Saarländischer Rundfunk), construit de Edwin Oppler între anii 1877–1880
- Landtag des Saarlandes (proiectat de Julius Carl Raschdorff între anii 1865-1866)[6]
- Direcția minelor (Bergwerksdirektion) 1877–1880, (arhitect: Martin Gropius)
- Diskontoecke ( „Hansa-Ecke“)

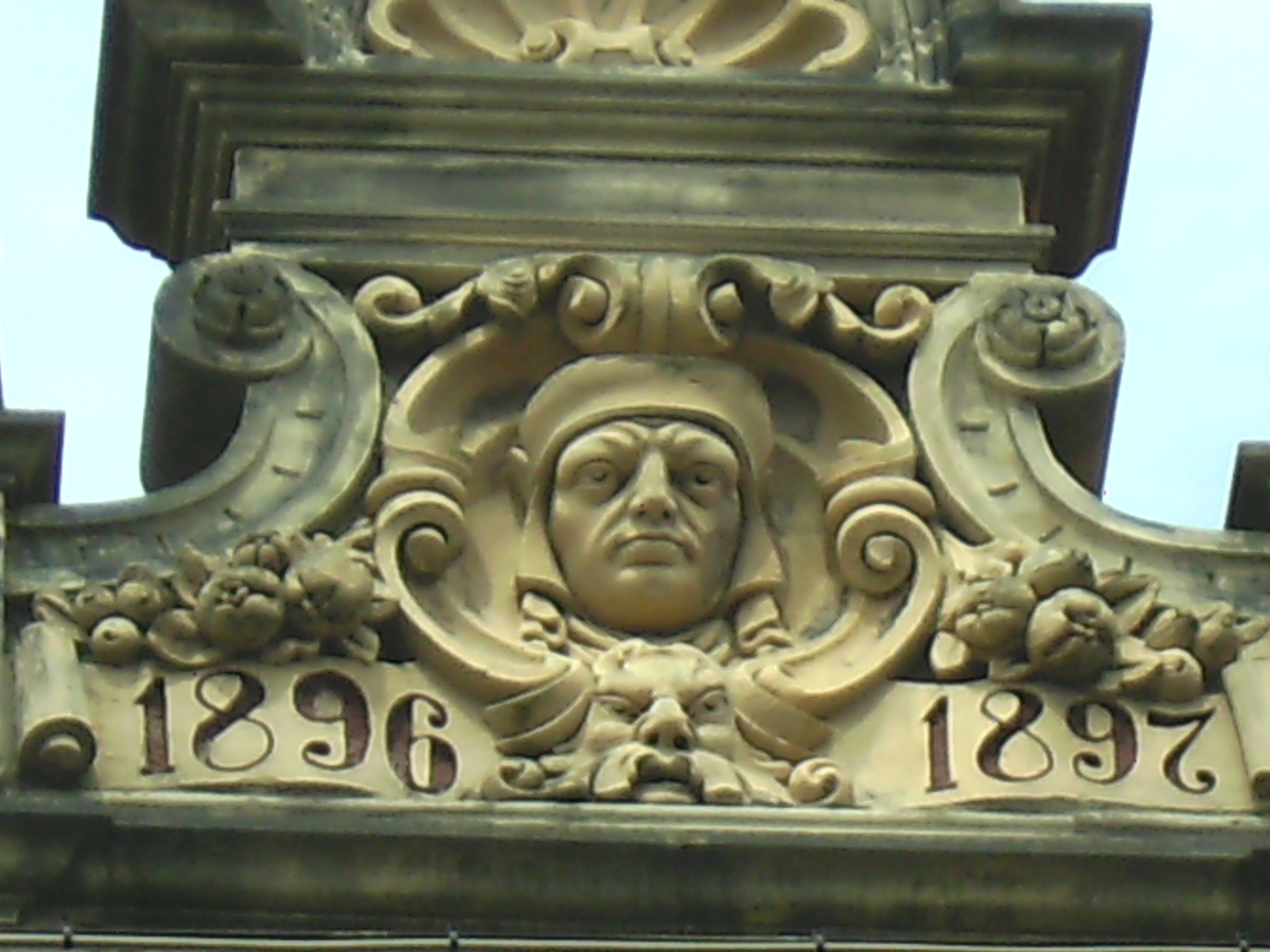
Ornament 1896/97 (Mainzer Straße)
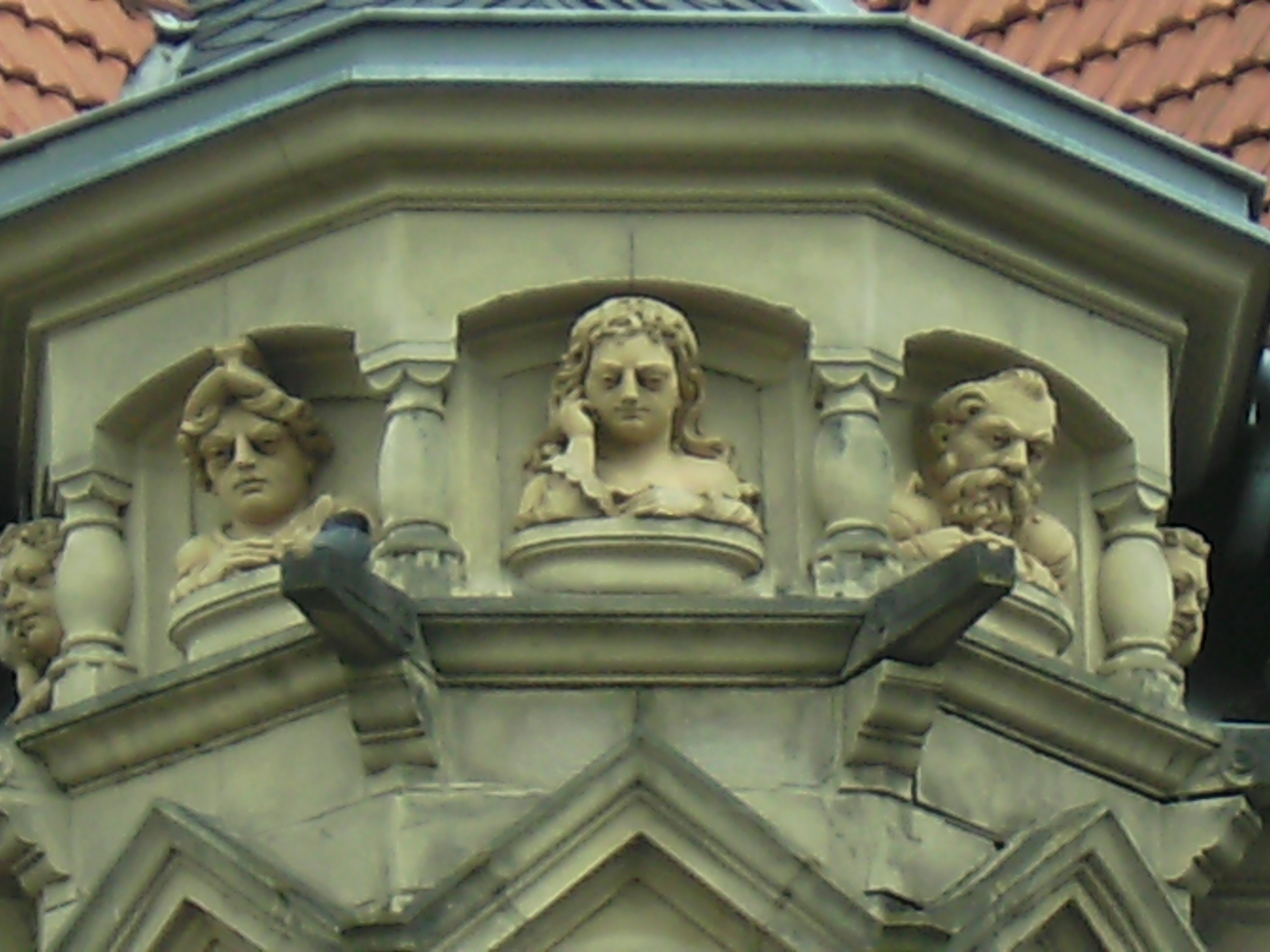
Ornament sfârșitul secolului al XIX-lea (Mainzer Straße)
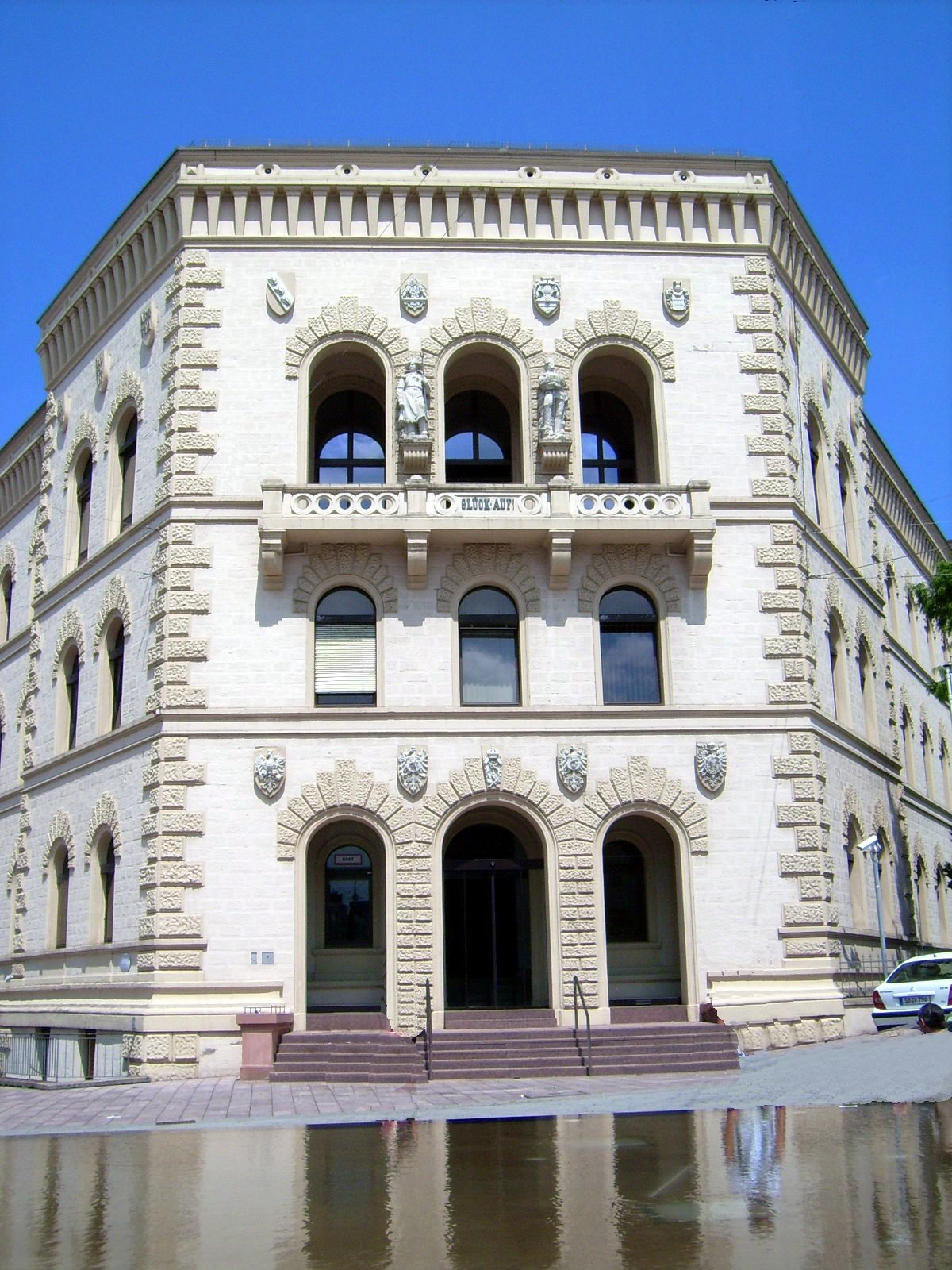
Direcția minelor, 1877–1880, de Martin Gropius

Modern

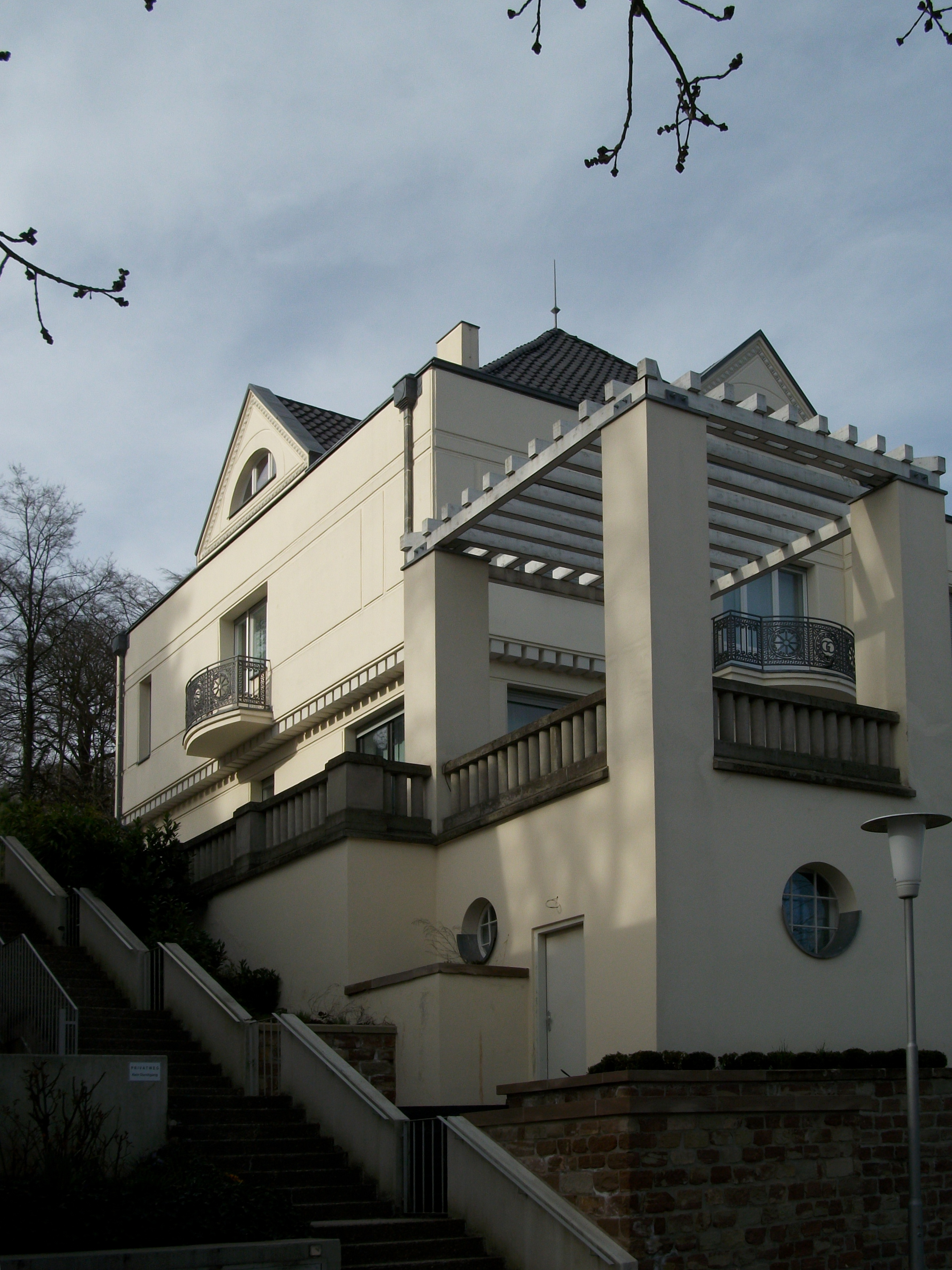
Villa Obenauer, arhitect Peter Behrens

- Villa Obenauer (arhitect: Peter Behrens)
- Ministerul culturii 1952/54 („Schmales Handtuch“, fosta Ambasada franceză în Saarbrücken, arhitect: Georges-Henri Pingusson)
- Achterbrücke (ridicat în anul 1932) un pod de oțel peste Saar.

### Biserici importante
Gotic
- Deutschherrenkapelle (secolul al XIII-lea), cea mai veche biserică din oraș, astăzi deținută de orașul Saarbrücken.
- Schitul Sankt Arnual (Stift Sankt Arnual)  (după reforma din 1575 evanghelică), mormântul contelui de Nassau-Saarbrücken cu mormintele conților de Saarbrücken, printre care mormântul contesei Elisabeth von Lothringen
- Schlosskirche (fosta biserică Nikolaus von Myra a orașului Saarbrücken, devenind protestantă de la reforma din 1575), după profanare, biserica în stil gotic târziu este în proprietatea Fundației patrimoniului cultural din Saarland

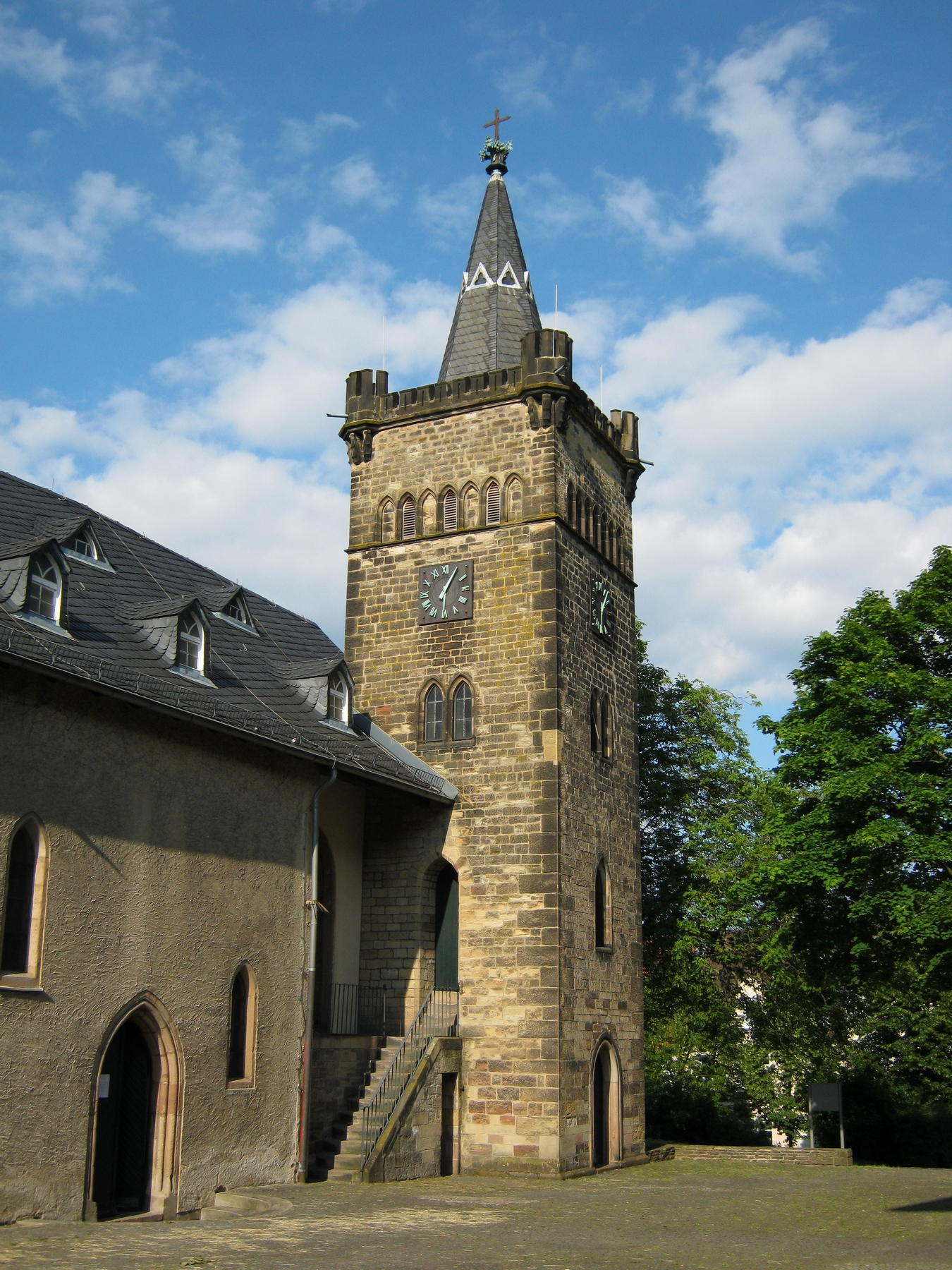
Deutschherrenkapelle cu turn din 1868
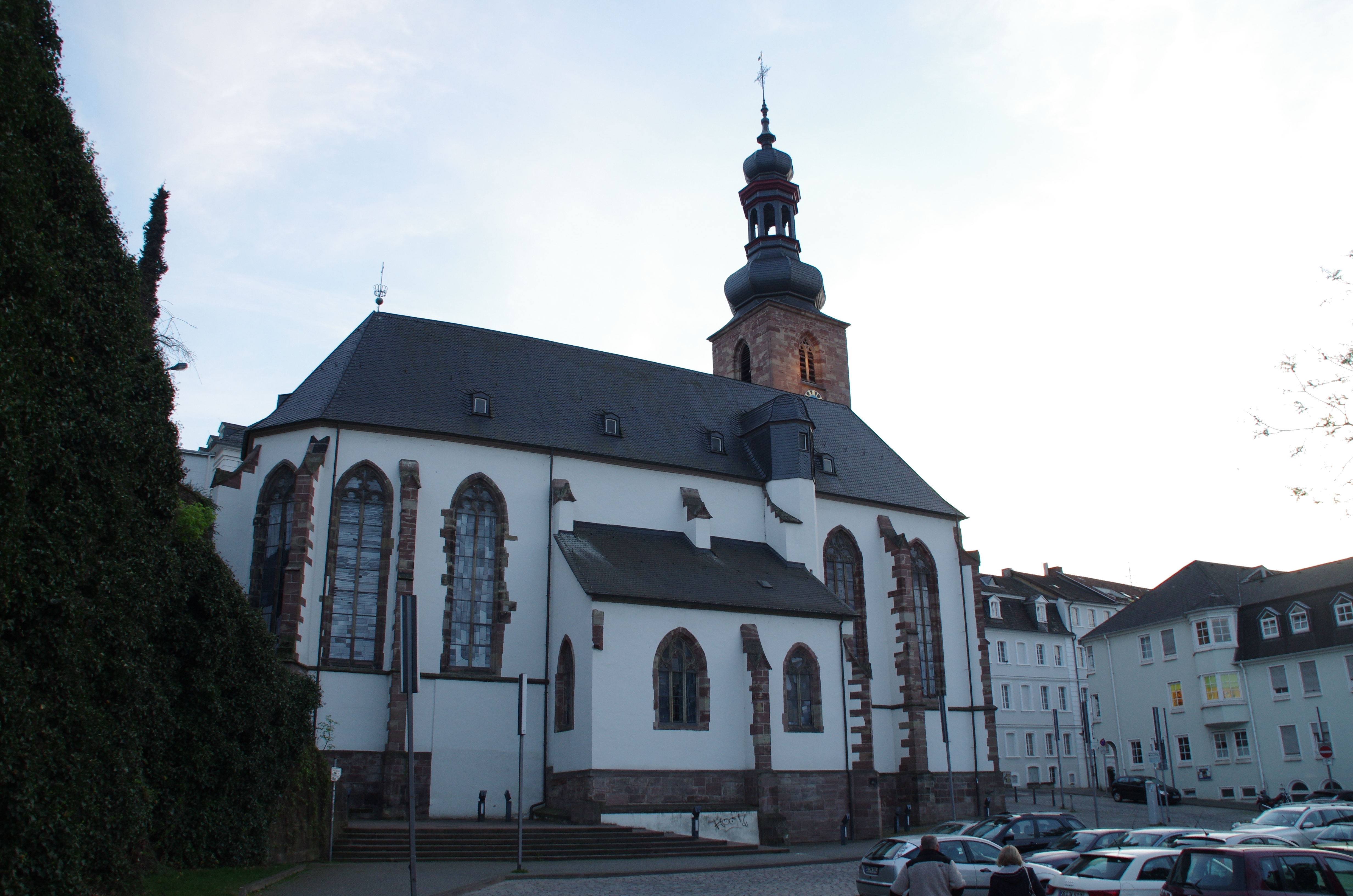
Schlosskirche
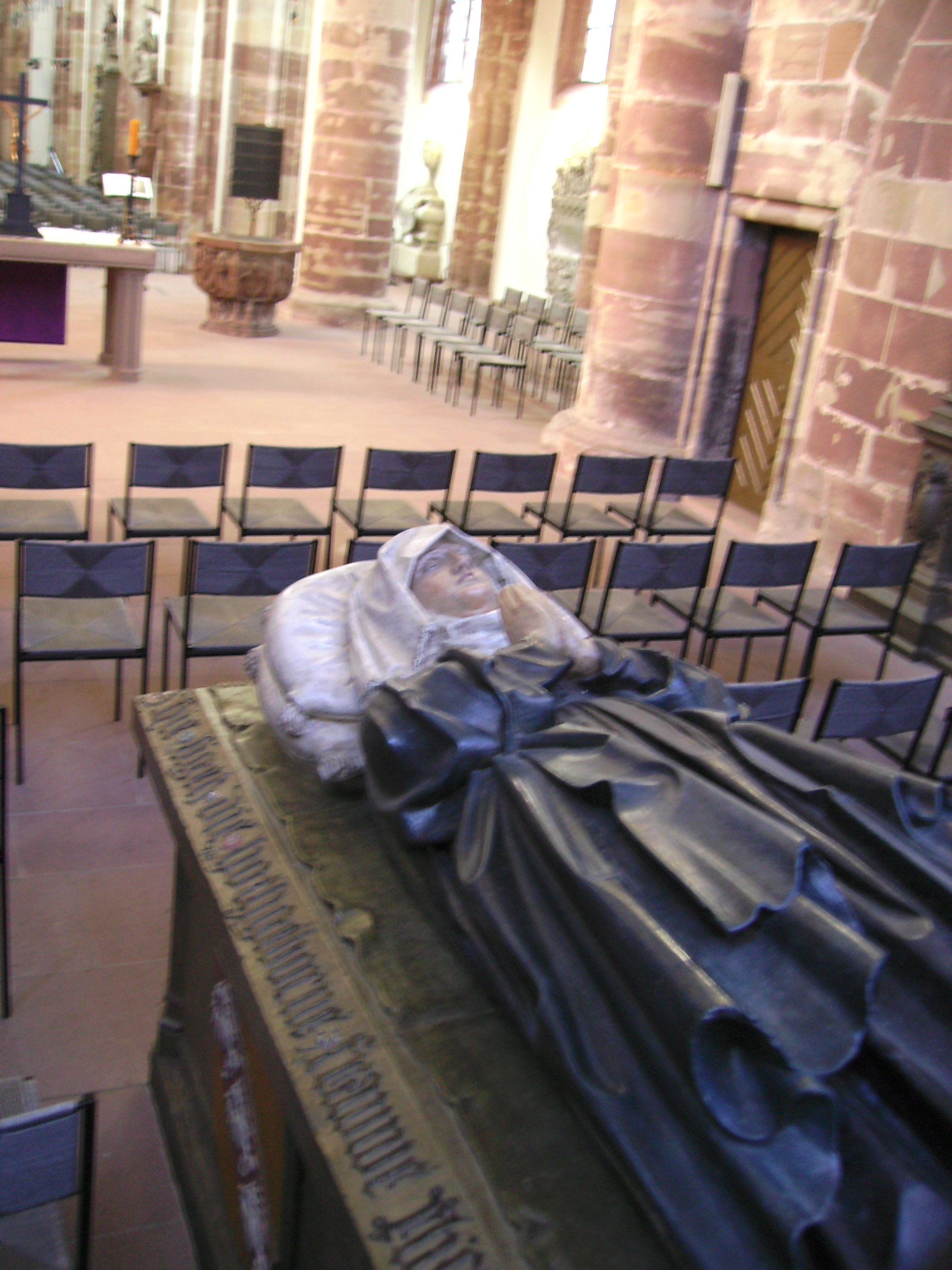
Cripta contesei Elisabeth von Lothringen, Stiftskirche din St. Arnual
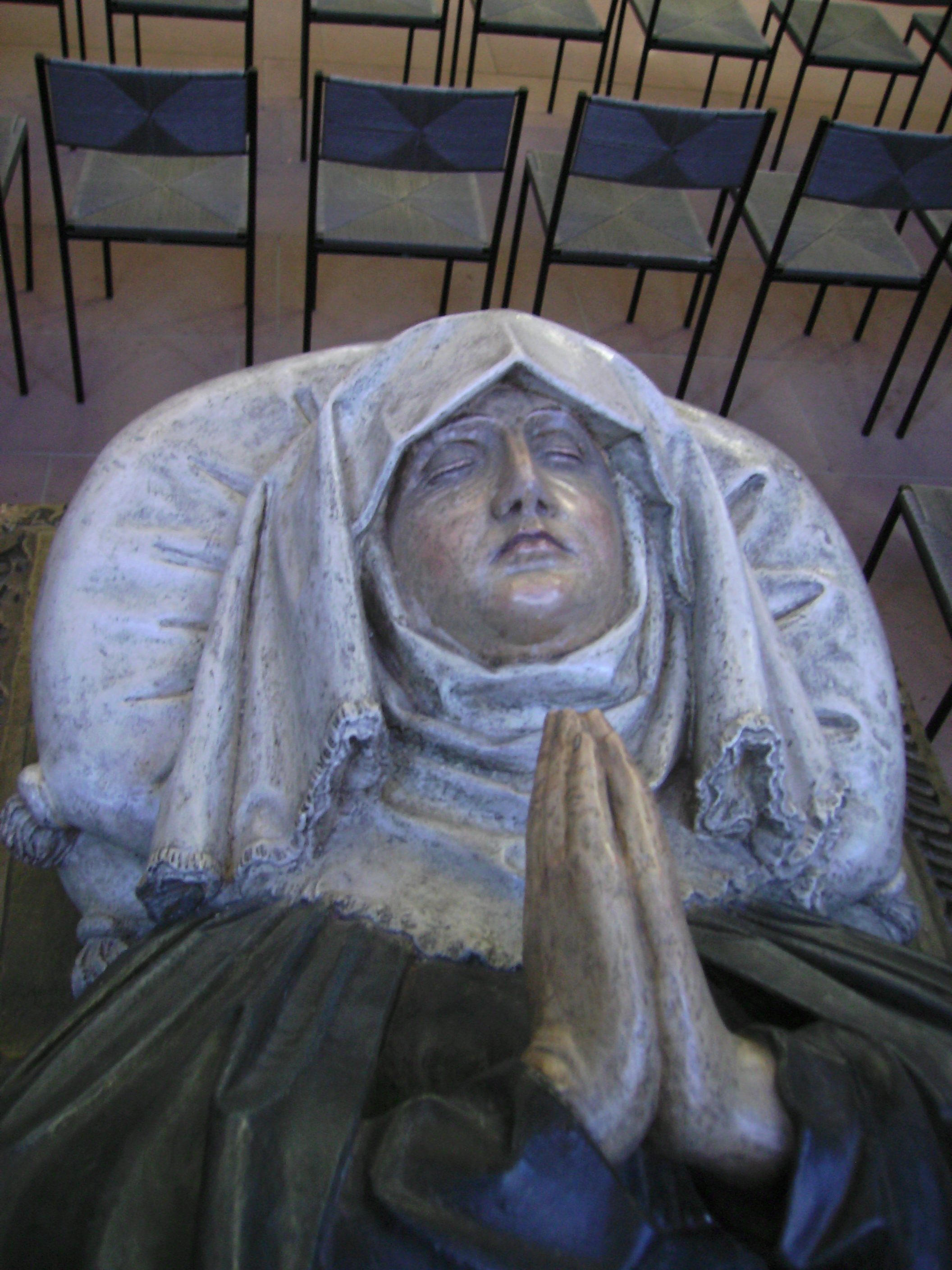
Elisabeth von Lothringen (Mormântul din Stiftskirche, St. Arnual)
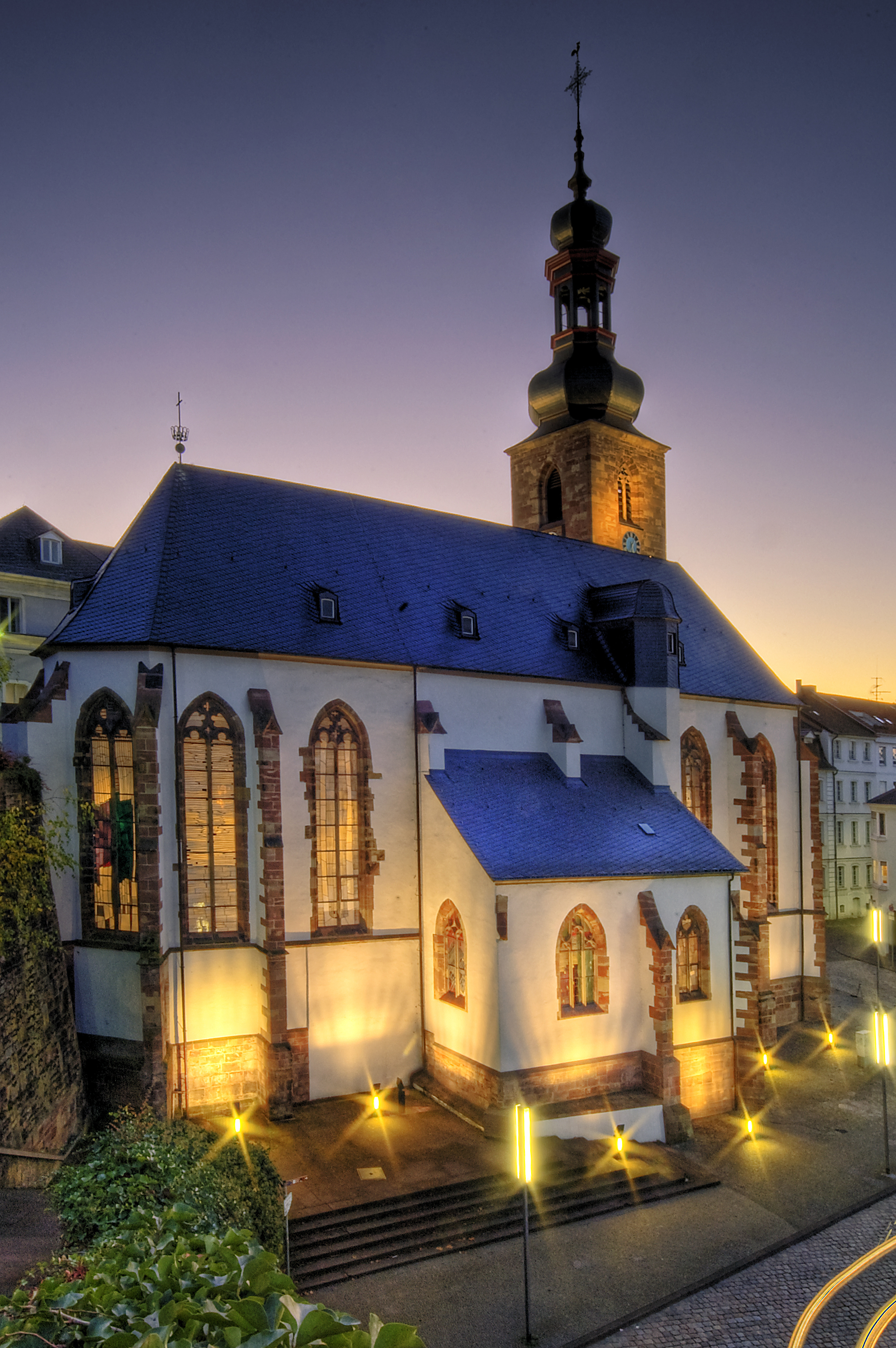
Saarbrücken Schlosskirche

Baroc
- Ludwigskirche (evanghelică), emblema orașului, construită de Friedrich Joachim Stengel între anii 1762–1775
- Basilika St. Johann, (catolică), construită în 1754 de Friedrich Joachim Stengel
- Friedenskirche (vetero-catolică), 1743 ca reformată construită de Friedrich Joachim Stengel
- St. Peter (Ensheim) (catolică), construcție din 1755-1756 cu mai multe extinderi (1834–1835 și 1907–1909)
- Biserica evanghelică din Güdingen, sala bisericii în stil baroc, construită în 1779 pe locul unei capele din secolul al XIX-lea, cu turnul din secolul al XIV-lea

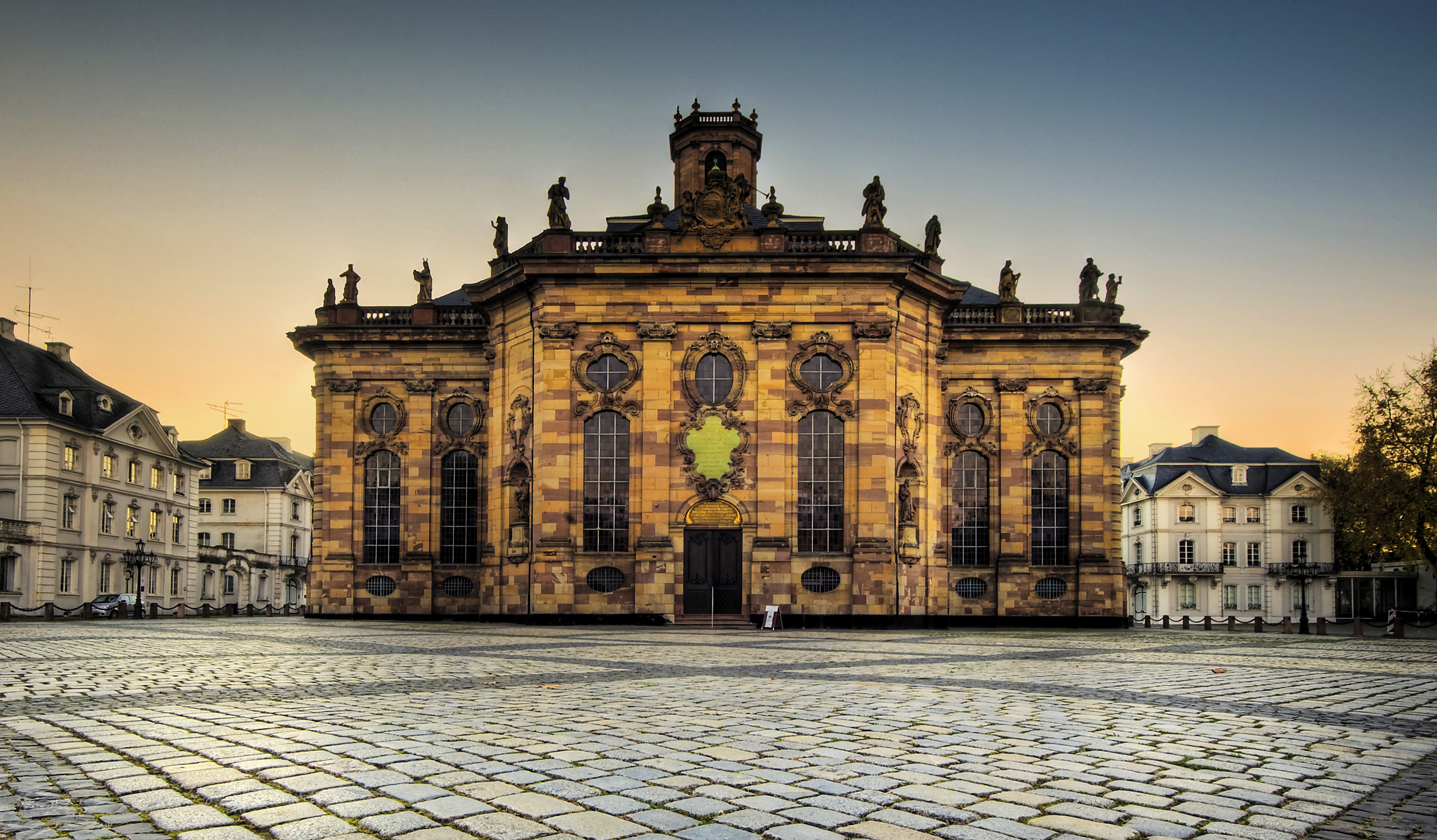
Fațada estică a bisericii Ludwigskirche, 2007
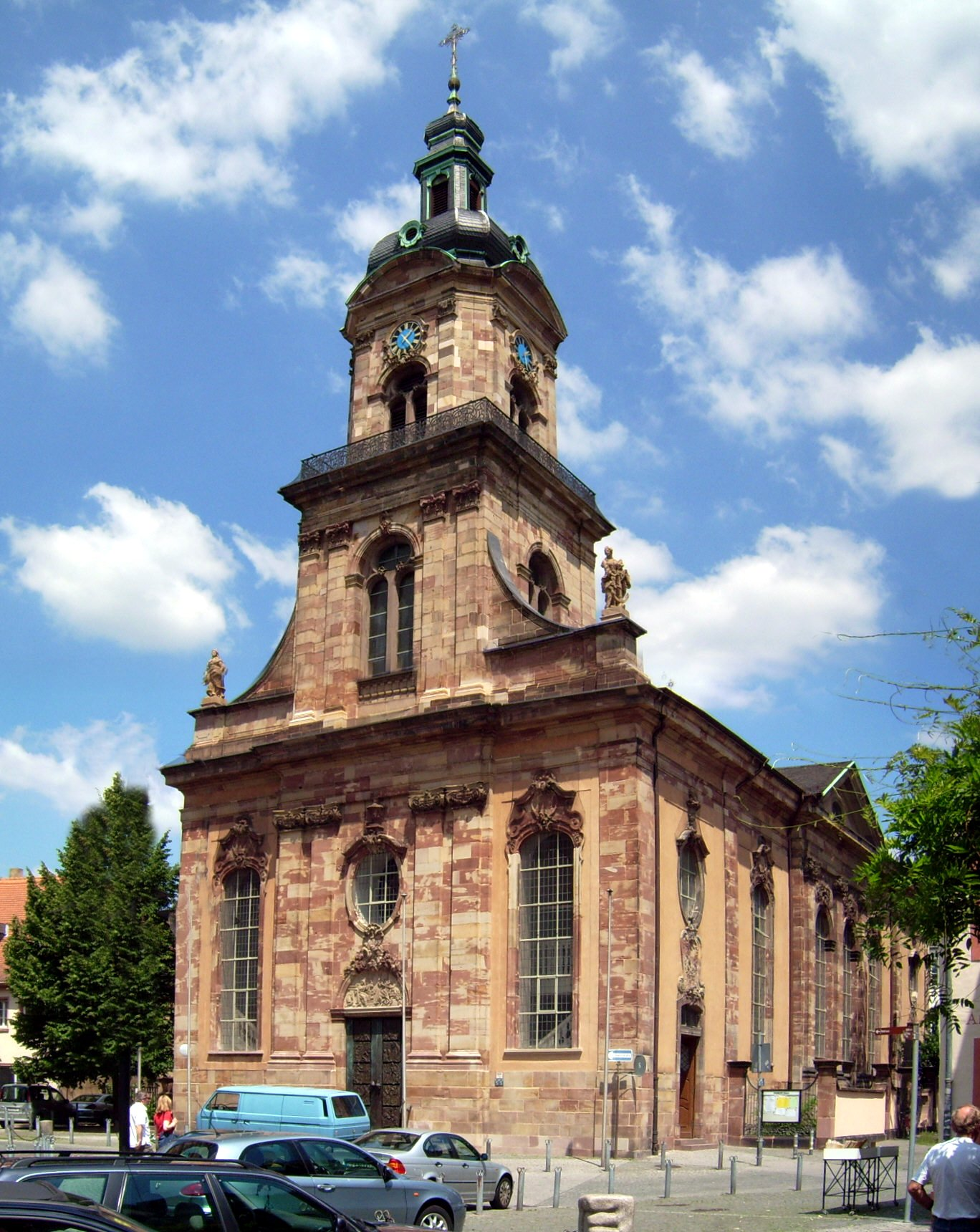
Basilica St. Johann

Clasicism
- Biserica evanghelică din Bischmisheim (Evangelische Kirche Bischmisheim), biserică în stil clasic pe un plan octogonal, proiectat în 1824 de Karl Friedrich Schinkel

Istorism
- St. Jakob din Saarbrücken, (catolică), stil neogotic, construită între 1884-1887 de Arnold Güldenpfennig, iar extinderea între anii 1906-1907 de către arhitectul Moritz Gombert (Saarbrücken), reconstrucția după distrugerea de război de către Rudolf Krüger și Emil Tiator
- Johanneskirche, Saarbrücken (catolică), construită între 1894-1898 de Heinrich Güth în stil neogotic
- St. Josef din Saarbrücken (catolică), în stil neogotic, construită între 1908-1910 de Johann Adam Rüppel
- St. Eligius, Saarbrücken-Burbach (catolică), în stil neogotic, construită între 1868–1870 și 1871–1873 de către arhitectul orașului  Saarlouis Carl Friedrich Müller, reconstruită după distrugerea din timpul războiului de către arhitectul orașului Trier Heinrich Schneider
- Matthäuskirche din Saarbrücken-Burbach, (evanghelică), în stil neogotic, construită între 1892–1898 de Eduard Philipp Arnold, reconstrucția  după război de Helmut Zieboldt
- Biserica Stumm,  Brebach-Fechingen, (evanghelică, profanată), stil neoromanic, construită între 1880-1882 după un proiect al arhitectului orașului Hannover, Ferdinand Schorbach, constructorul a fost Carl Ferdinand von Stumm-Halberg
- Immanuelkirche din Saarbrücken (evanghelică), stil neoromanic, construită în 1902 după un proiect al arhitectului orașului Saarbrücken, August Rahfeld, reconstrucția  după război de Albert Dietz din Saarbrücken
- Biserica Herz-Jesu din Saarbrücken (catolică), stil neoromanic, construită din 1912 până în 1914 de Ludwig Becker și Anton Falkowski, reconstrucția  de Fritz Thoma (Trier)
- St. Marien din Dudweiler (catolică), stil neoromanic, construită din 1864 până în 1866 după planurile arhitectului orașului Saarlouis Carl Friedrich Müller, vitralii de Jacques Le Chevallier, lucrări de artă de Ernst Alt
- Kreuzkirche din Saarbrücken-Herrensohr, (evanghelică), stil neogotic, construită din 1908 bis 1909 de către Oskar Hossfeld (Berlin), restaurată de mai multe ori de arhitecții Windecker și Gorges (Dudweiler)
- St. Johannes Baptista, Altenkessel (catolică), stil neogotic, construită de Wilhelm Hector din anul 1902 până în 1903

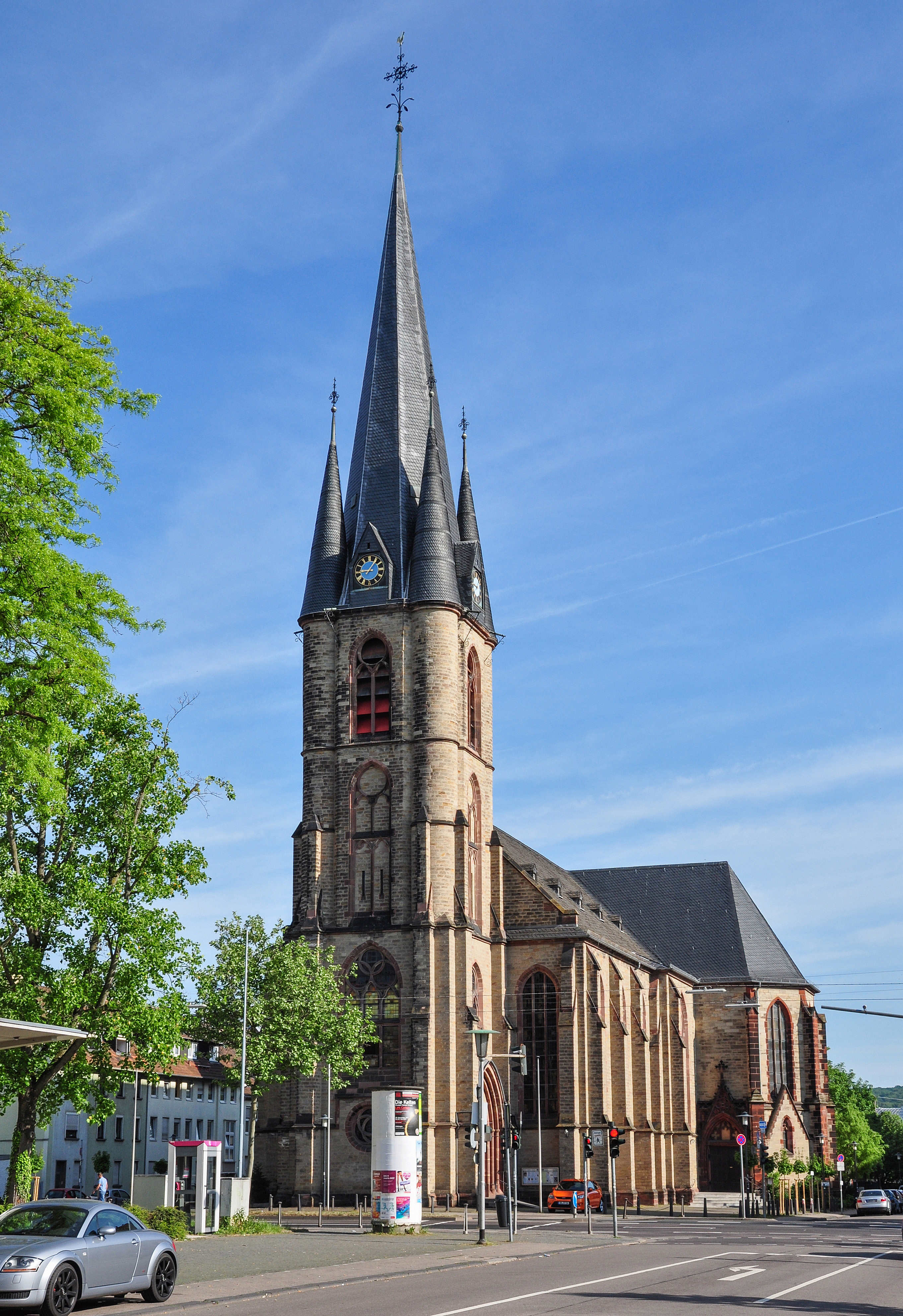
Parohia bisericii catolice St. Jakob, Saarbrücken
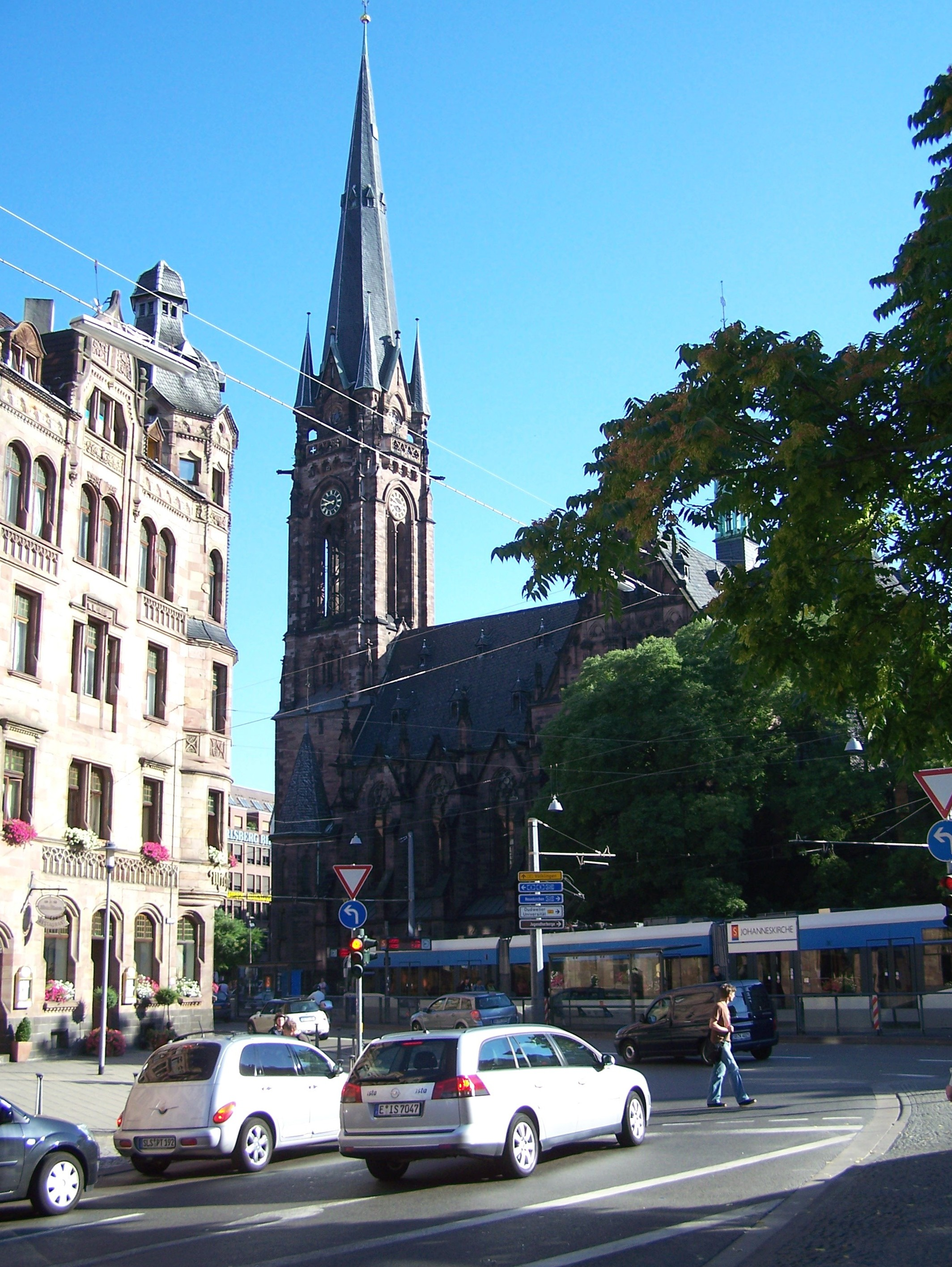
Johanneskirche, vedere din Piața primăriei

Abstract-istorism
- St. Michael - Saarbrücken (catolică), construită între 1923-1924 de Hans Herkommer în St. Johann
- St. Marien - Rußhütte (catolică), construită între 1926–1927 în (Malstatt-Rußhütte) de către Ludwig Becker și Anton Falkowski
- Biserica Christkönig - Saarbrücken (catolică), construită între 1927–1929 de către Carl Colombo
- St. Antonius von Padua - Rastpfuhl (catolică), fosta biserica a mănăstirii franciscane, construită în 1929 de Moritz Gombert
- St. Laurentius - Eschringen (catolică), construită între 1928–1930 de către arhitectul orașului Saarbrücker Peter Weiß cu forme în stil neoromanic abstract și neobaroc, reconstrucția după război de către Albert Boßlet
- St. Elisabeth - Altenkessel (catolică), construită între 1928-1929 de Ludwig Becker și Anton Falkowski în forme cu stil neobaroc-cristalin

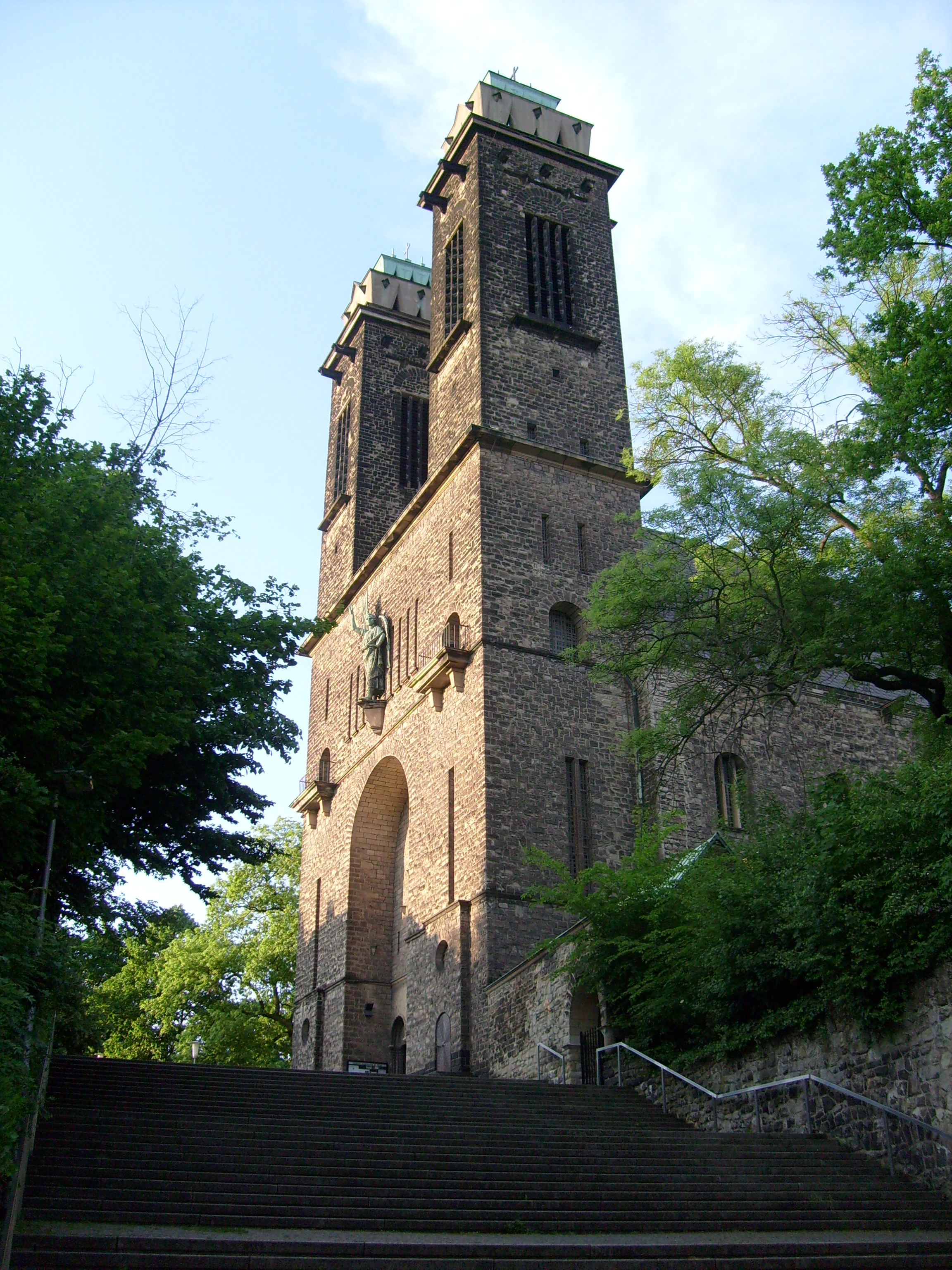
Biserica St. Michael
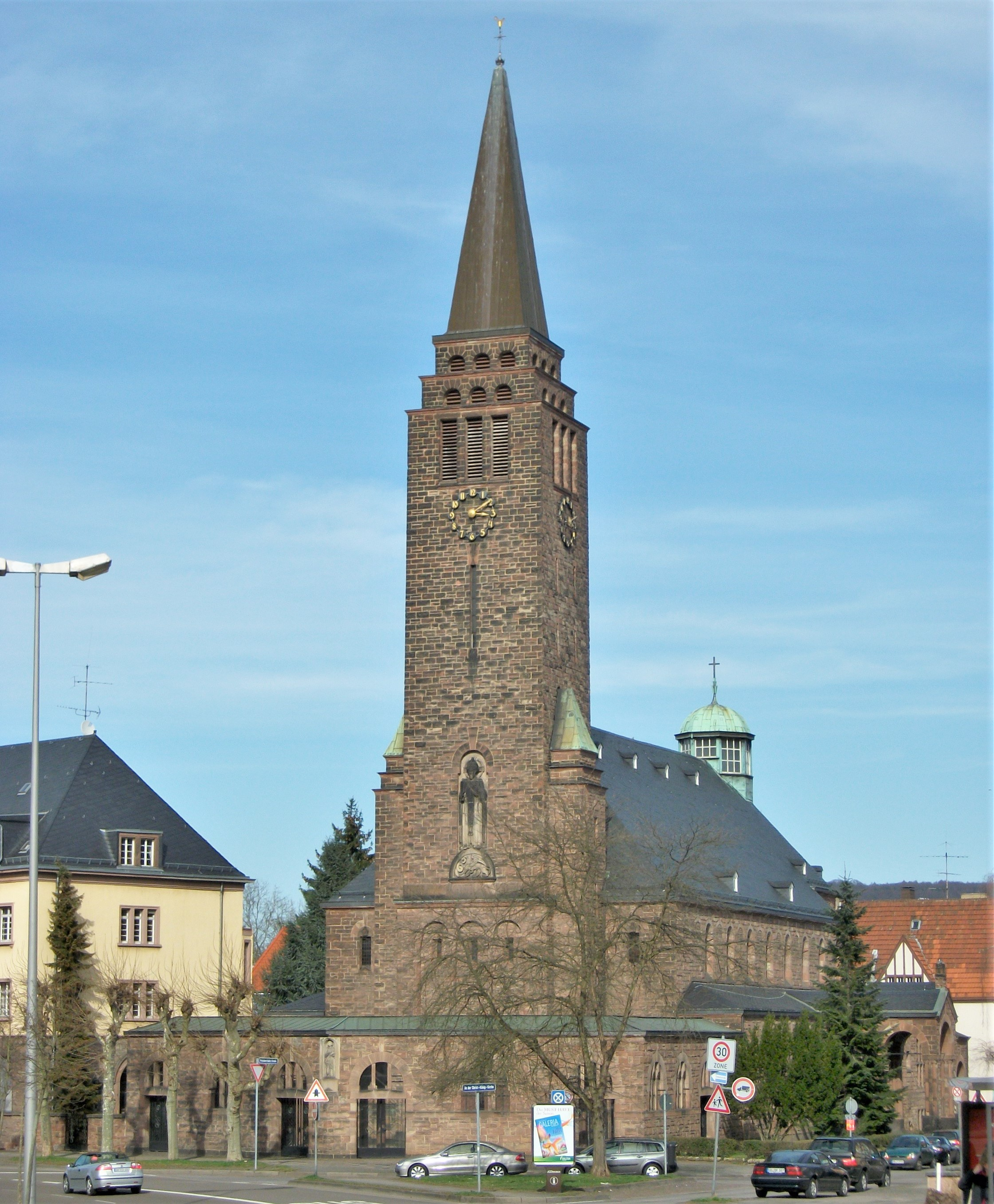
Parohia bisericii catolice Christkönig în Saarbrücken-St.Arnual

Modern
- Biserica Maria Königin - Saarbrücken[7] (catolică), construită între 1954–1959 după planul lui Rudolf Schwarz, vitraliu de Wilhelm Buschulte
- St. Albert - Saarbrücken (catolică), construită în anul 1954 de Dominikus Böhm și Gottfried Böhm
- St. Ursula - Scheidt, (catolică), construită în anul 1935 de Jakob Quirin, picturi murale de Frans Masereel
- Notkirche, Saarbrücken (protestantă), construită în Elveția drept cazarmă militară, în 1946 oferită bisericii luterane americane, restaurată în 2008
- St. Paulus (Saarbrücken) (catolică), construită între 1959-1961 după planurile arhitectului Fritz Thoma din Trier, demolarea clopotniței în anul 2006, vitraliu de Boris Kleint
- St. Barbara (Dudweiler), (catolică), construită între 1954-1958 de Heinrich Latz și Anton Laub, vitralii de Gabriel Loire
- St. Mauritius în Alt-Saarbrücken (catolică), construită de arhitectul Albert Dietz și Bernhard Grothe în 1956, vitraliu Boris Kleint
- St. Helena în Burbach (catolică)
- Christuskirche (Saarbrücken) construită între 1955-1959 după planurile lui Rudolf Krüger, altarul de Albert Schilling, vitraliu de Harry MacLean

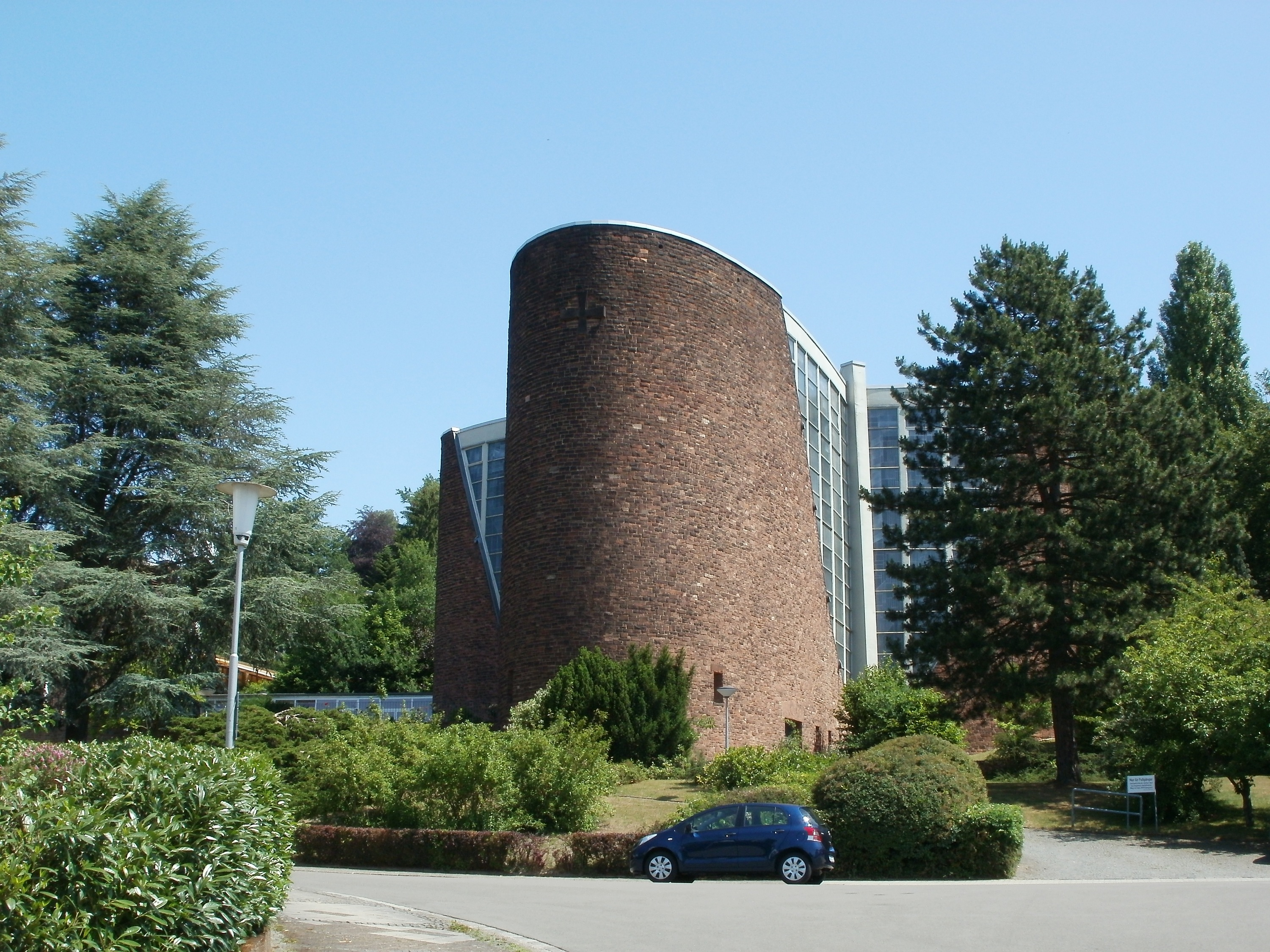
Parohia bisericii Maria Königin
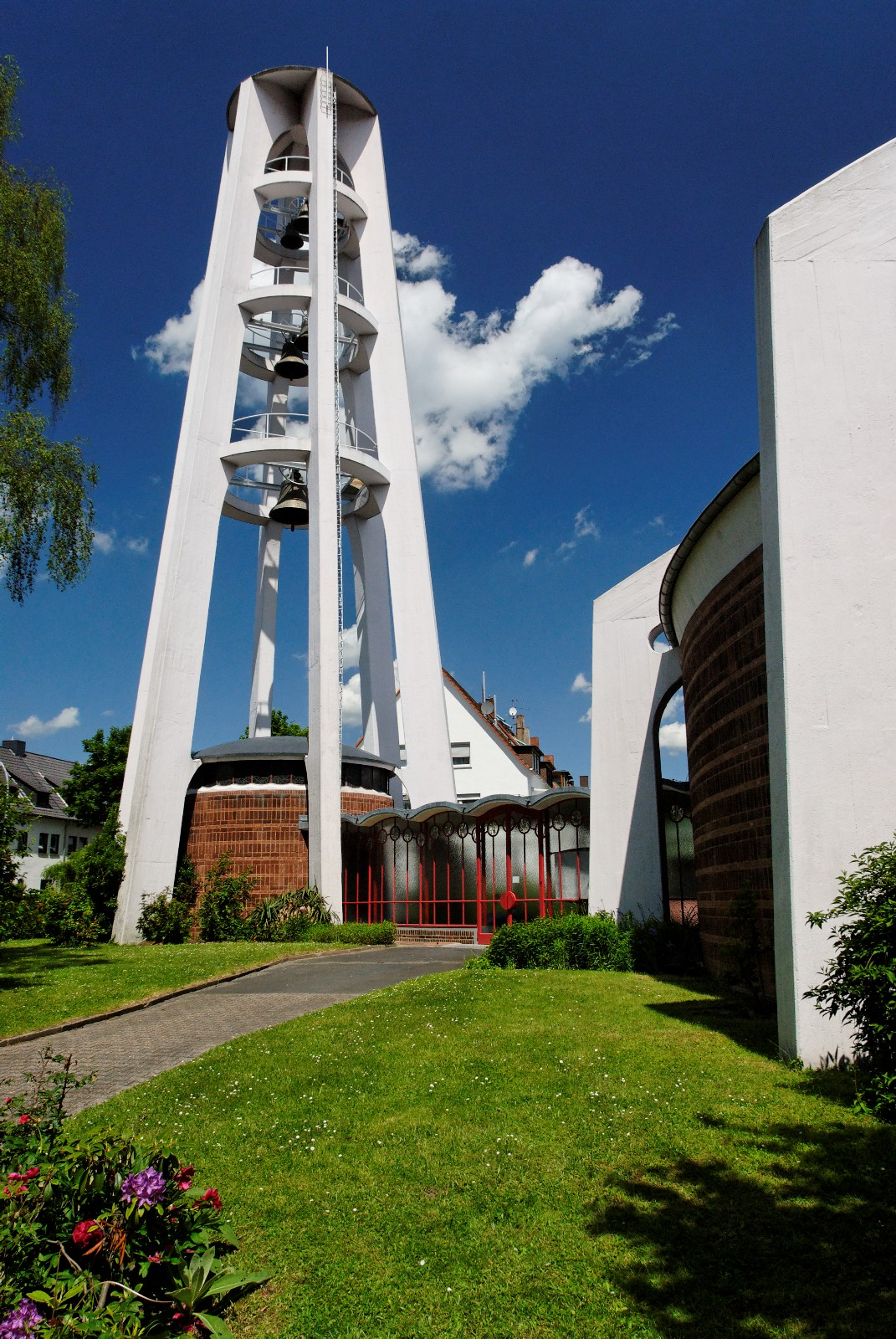
Turnull bisericii St. Albert
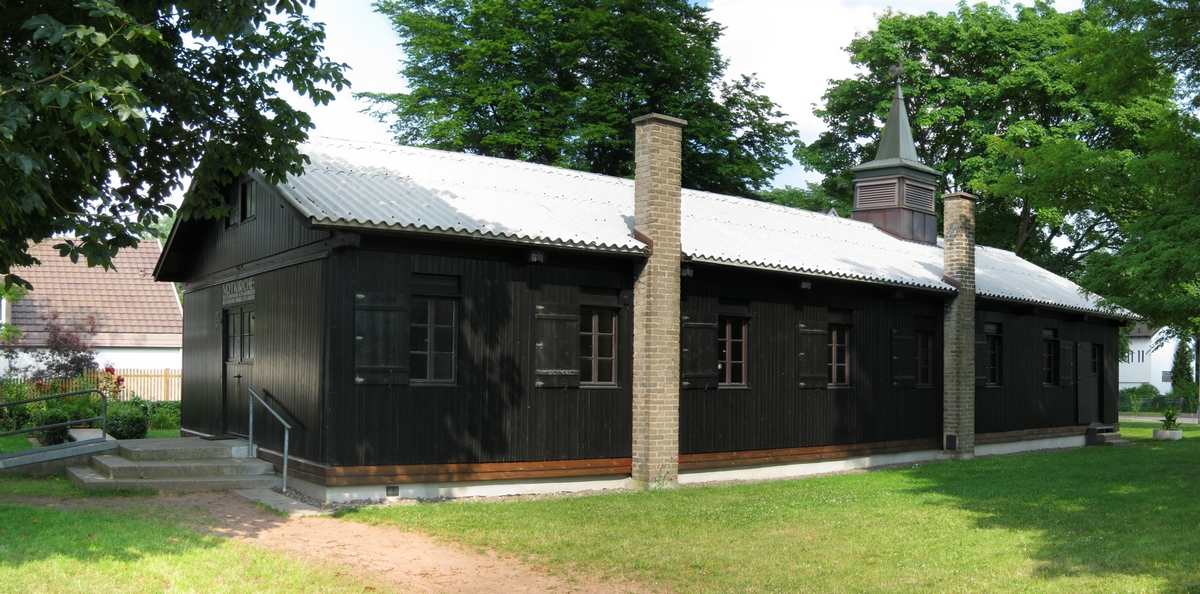
Notkirche din Alt-Saarbrücken

Biserica ortodoxă
- Biserica ortodoxă rusească în St. Michael, biserică a Patriarhiei Moscovei - parohia Sfântului Mare Mucenic și Vindecătorul Panteleimon în Saarbrücken în cripta Bisericii Catolice Sf. Michael[8]

## Personalități marcante
- Hiltrud Breyer (n. 1957), om politic
- Sandra (n. 1962), cântăreață
- Thorsten Havener (n. 1972), autor și iluzionist